# Championnat du Cameroun de football 1999
Navigation
Saison précédente Saison suivante
La saison 1999 du Championnat du Cameroun de football était la 39e édition de la première division camerounaise, la MTN Elite 1. Les équipes sont regroupées au sein d'une poule unique, où chaque équipe affronte tous les adversaires 2 fois, à domicile et à l'extérieur.
C'est le Sable Batié qui termine en tête du championnat cette année. C'est le premier titre de champion de son histoire.

## Les 16 clubs participants
| - Cotonsport Garoua - Tonnerre Yaoundé - Canon Yaoundé - Union Douala - Free Boys Bamenda - Promu de D2 - Stade Bandjoun - Dynamo Douala - Sable Batié | - Panthère du Ndé - Kumbo Strikers - Racing Club Bafoussam - Olympique Mvolyé - Fovu Baham - Girondins Ngaoundéré - Promu de D2 - Ports FC Douala - Aigle Nkongsamba - Promu de D2 |

## Compétition

### Classement
| Rang | Équipe                   | Pts | J  | G  | N  | P  | Bp | Bc | Diff |
| ---- | ------------------------ | --- | -- | -- | -- | -- | -- | -- | ---- |
| 1    | Sable Batié              | 58  | 30 | 16 | 10 | 4  | 38 | 23 | +15  |
| 2    | Cotonsport Garoua (T)    | 56  | 30 | 14 | 14 | 2  | 47 | 16 | +31  |
| 3    | Racing Bafoussam         | 49  | 30 | 12 | 13 | 5  | 33 | 23 | +10  |
| 4    | Canon Yaoundé (C)        | 48  | 30 | 13 | 9  | 8  | 42 | 25 | +17  |
| 5    | Union Douala             | 43  | 30 | 11 | 10 | 9  | 42 | 34 | +8   |
| 6    | Fovu Baham               | 43  | 30 | 9  | 16 | 5  | 30 | 23 | +7   |
| 7    | Panthère du Ndé          | 38  | 30 | 9  | 11 | 10 | 18 | 24 | -6   |
| 8    | Girondins Ngaoundéré (P) | 37  | 30 | 9  | 10 | 11 | 28 | 27 | +1   |
| 9    | Stade Bandjoun           | 37  | 30 | 8  | 13 | 9  | 24 | 23 | +1   |
| 10   | Ports FC Douala          | 37  | 30 | 9  | 10 | 11 | 25 | 27 | -2   |
| 11   | Kumbo Strikers           | 36  | 30 | 10 | 6  | 14 | 25 | 36 | -11  |
| 12   | Olympique Mvolyé         | 35  | 30 | 9  | 8  | 13 | 32 | 46 | -14  |
| 13   | Tonnerre Yaoundé         | 34  | 30 | 9  | 7  | 14 | 34 | 46 | -12  |
| 14   | Dynamo Douala            | 34  | 30 | 8  | 10 | 12 | 21 | 29 | -8   |
| 15   | Aigle Nkongsamba (P)     | 28  | 30 | 7  | 7  | 16 | 24 | 26 | -2   |
| 16   | Free Boys Bamenda (P)    | 18  | 30 | 4  | 12 | 14 | 22 | 50 | -28  |

|  | Qualifié pour la Ligue des champions de la CAF 2000 |
|  | Qualifié pour la Coupe des Coupes 2000              |
|  | Qualifié pour la Coupe de la CAF 2000               |
|  | Relégué en deuxième division                        |

## Bilan de la saison
| Tableau d'Honneur                   |               |
| Compétition                         | Vainqueur     |
| Championnat du Cameroun de football | Sable Batié   |
| Coupe du Cameroun                   | Canon Yaoundé |

| Qualifications continentales       |                   |
| Ligue des champions de la CAF 2000 | Qualifié          |
| Premier tour                       | Sable Batié       |
| Coupe des Coupes 2000              | Qualifiés         |
| Premier tour                       | Canon Yaoundé     |
| Coupe de la CAF 2000               | Qualifiés         |
| Premier tour                       | Cotonsport Garoua |

| Promotion et relégation |                                                  |
| Relégués en 2e division | Dynamo Douala Free Boys Bamenda Aigle Nkongsamba |
| Promus en MTN Elite 1   | Espérance Guider Caïman de Douala Cintra Yaoundé |